# Stanisław Borek
Stanisław Borek w pisowni (Berg, Borg, Borgch i Borgell) herbu Zadora (ur. 1474 w Krakowie, zm. 20 sierpnia 1556 tamże) – sekretarz królewski, dziekan i kanonik krakowskiej kapituły katedralnej, kantor gnieźnieński, kanclerz i kanonik kujawski, kanonik kapituły katedralnej poznańskiej w 1508, instalowany w 1524 roku.
Urodził się w rodzinie Jana, rajcy krakowskiego i N z imienia Lanckorońskiej. Z zamożnej rodziny Stanisława pochodziło 2 rajców krakowskich. W 1523 otrzymał nobilitację z przydomkiem Berg.
Studiował w Krakowie w latach 1480–1493, następnie w Bolonii i Rzymie. W Rzymie przebywał od 1499 roku. Po studiach uzyskał tytuł doktora obojga praw. W 1505 został kanonikiem wrocławskim. W latach 1524–1556 był sekretarzem królewskim. W latach 1533–1552 generalnym korektorem świętopietrza w archidiecezji gnieźnieńskiej. Posłował do cesarza Ferdynanda I i Karola V. Został mianowany kantorem gnieźnieńskim w 1538 roku, następnie kanonikiem i dziekanem krakowskim 1542.
Prowadził przedsiębiorstwo górnicze. Należał do znakomitych polskich dyplomatów, wysyłanych do poselstw zagranicznych i do papieża w sprawie kanonizacji Świętego Jacka. Zostawił znaczny fundusz na wychowanie przeszło 30 wychowanków akademii krakowskiej.
Zasłynął jako żarliwy katolik i przeciwnik reformacji. Po śmierci swego przyjaciela Piotra Tomickiego związał się Stanisławem Hozjuszem i Marcinem Kromerem, którzy chętnie zasięgali jego rady. Pochowany w kaplicy Piotra Tomickiego na Wawelu renesansowa płyta nagrobna znajduje się obok sarkofagu Władysława Łokietka. Do 1848 roku istniał na Wawelu Dom Borka wyburzony przez wojska austriackie. 